# Huntley (Wyoming)
Huntley è un census-designated place degli Stati Uniti d'America, situato nella Contea di Goshen nello stato del Wyoming. Nel censimento del 2000 la popolazione era di 21 abitanti.

## Geografia fisica
Secondo i rilevamenti dell'United States Census Bureau, la località di Huntley si estende su una superficie di 0,7 km², tutti occupati da terre.

## Popolazione
Secondo il censimento del 2000, a Huntley vivevano 21 persone, ed erano presenti 6 gruppi familiari. La densità di popolazione era di 29,9 ab./km². Nel territorio comunale si trovavano 9 unità edificate. Per quanto riguarda la composizione etnica degli abitanti, il 100% era bianco.
Per quanto riguarda la suddivisione della popolazione in fasce d'età, il 28,6% era al di sotto dei 18, lo 0% fra i 18 e i 24, il 28,6% fra i 25 e i 44, il 28,6% fra i 45 e i 64, mentre infine il 14,3% era al di sopra dei 65 anni di età. L'età media della popolazione era di 34 anni. Per ogni 100 donne residenti vivevano 61,5 uomini.